# Stenbed
Et stenbed er et bed der er anlagt med sten som et væsentligt visuelt element og/eller med det formål at skabe et særligt mikroklima. Ofte er stenbedet anlagt med det formål at dyrke alpine planter, og kaldes da ofte et alpinbed.

## Former og typer
Der findes utallige forskellige former og typer af stenbed, da man både kan variere typen og størrelsen af sten og jordtypen der bruges mellem stenene. Stenbed kan være arbejdskrævende at anlægge og også kræve en del vedligehold.
Klassisk stenbed
I et klassisk stenbed bruger man sten som ikke indeholder kalk, f.eks. granit, i forskellige størrelser og jorden imellem stenene er en porøs type, typisk grus der kan være rent eller iblandet en vis mængde muld eller spagnum. Et sådant bed anlægges typisk i fuld sol ovenpå et fugtighedsbevarende medium. Og i et sådant bed vil man kunne dyrke et stort antal forskellige alpinplanter, herunder en lang række løg- og knoldplanter.
Stenhøj
Stenhøjen er en variation af ovenstående hvor centrum ligger en del højere end kanten af bedet.
Surbundsstenbedet
Surbundsstenbedet er en variation af ovenstående hvor jorden mellem stenene er grus iblandet spagnum eller evt. ren spagnum – også dette bed er velegnet til alpinplanter.
Spaltebed
I en anden variant bruges ikke et udvalg af almindelige sten, men store flade sten som skifer, nexø-brud eller ølands-brud der er sat lodret- eller en smule skråt i jorden med 5-25cm jord imellem. Et sådant bed ser specielt ud og giver mulighed for at dyrke nogle mere specielle alpinplanter. Stenene sættes typisk så revnerne mellem stenene er vinkelret på solens stråler ved middagstid.
Kalkstensbed
Anlægges stenbedet med kalkholdige sten (eller ren kalksten) kan man dyrke nogle andre planter, som ikke kan dyrkes i det almindelige – kalkfattige – stenbed. Ovenstående er blot et udvalg af de almindeligste typer stenbed.

## Anlæg
Ofte anlægges stenbedet med en membran under, mens det øverste lag lægges så det ligger over den omgivende jordoverflade. Bedet kan enten anlægges vælvet eller omkranset af sten eller klyner. Membranen forhindrer vand i at trænge ud i den omgivende jord, og forhindrer også indsivning af næringsstoffer. Den lidt forhøjede overflade forhindrer at der kommer stående vand i forbindelse med kraftig regn.

## Planter
Der findes et ret stort udvalg af planter der er velegnede til stenbedet, men nogle af de almindeligste plantegrupper er:
- Mindre Azalea og Rhododendron
- Forskellige dværgbuske og dværgtræer, f.eks. Dværg-Birk
- En lang række forskellige flerårige urter, se Kategori:Alpinplanter
- En række sukkulenter og halvsukkulenter, f.eks. Husløg, Stenbræk og Stenurt